# Retta
Marietta Sangai Sirleaf (nascida em 12 de abril de 1970),  conhecida simplesmente como Retta, é uma atriz e comediante de  stand-up  americana. Ela é conhecida principalmente por seu papel como Donna Meagle na série da NBC Parks and Recreation. Ela já apareceu em vários filmes e programas de televisão, e apresentou-se no programa de stand-up do canal Comedy Central Premium Blend. Atualmente interpreta  Ruby Hill na série Good Girls.

## Anos iniciais
Retta é de Nova Jersey. Sua família é da Libéria; Retta é sobrinha da presidente da Libéria, Ellen Johnson Sirleaf.
Retta formou-se pela Universidade de Duke em Durham, Carolina do Norte. Ela começou a trabalhar na indústria farmacêutica, no campo de pesquisas, antes de se mudar para Los Angeles, Califórnia, para seguir carreira na comédia.

## Carreira de comédia
Retta começou a se apresentar na comédia stand-up em 1996, embora ela disse que só começou a "ganhar dinheiro", a partir de 1998,  passou a fazer turnês no circuito universitário. Retta disse que costumava ficar "realmente enjoada" antes de uma performance, mas que o sentimento passou com a experiência. Retta disse que seu material humorístico tende a ser histórias ligeiramente incrementadas de sua vida cotidiana, família e amigos. Retta afirmou que abriria mão da comédia stand-up para uma carreira de atriz em tempo integral se possível: "eu não sou casada com o stand-up, só porque é uma coisa da estrada. É muito  com as viagens."
Retta apresentou-se como número de abertura para comediantes como Shirley Hemphill e Bobby Collins. Ela fez aparições na televisão nos programas Welcome to the Parker, do canal Bravo, The Soup, do E! Entertainment Television's , Freddie, Moesha, It's Always Sunny in Philadelphia, no quadro "Comedy Divas Showcase" de The Jenny Jones Show e também se apresentou no Premium Blend, um programa do Comedy Central com humoristas estreantes.
Em 2009, Retta começou a fazer aparições regulares na série de comédia Parks and Recreation como Donna Meagle, uma funcionária do Departamento de Parques da cidade fictícia de Pawnee, Indiana. Durante um show de stand-up na Universidade de Illinois, em Springfield, Retta disse que o trabalho ativo no show foi estressante, porque não ficou claro quanto tempo o programa ficaria no ar, devido as más críticas recebidas durante a primeira temporada. Alan Sepinwall, colunista de televisão do The Star-Ledger, disse que os episódios da segunda temporada de Parks and Recreation ofereceram mais personalidade e piadas mais engraçadas para Donna e outros personagens menores. Ela foi  promovida a membro do elenco regular na terceira temporada.
Retta também apresentou o 3ª Critics' Choice Television Awards, em 2013. Em 2014, ela apareceu no Hollywood Game Night como um competidora, juntamente com as celebridades Paget Brewster, Michael Chiklis, Mario Lopez, Thomas Lennon, e Alyssa Milano.
Em 2015, Retta foi uma das narradoras do audiolivro Welcome to Night Vale, um romance derivado da  série de podcast homônima. No mesmo ano, ela apareceu na 2ª temporada de Girlfriend's Guide to Divorce do canal Bravo.

## Vida pessoal
Retta é torcedora da equipe de hóquei Los Angeles Kings, e apresentou prêmios nas cerimônias da NHL em Las Vegas, em 2014 e 2015.

## Filmografia
| Ano  | Título                                    | Papel                  | Notas     |
| ---- | ----------------------------------------- | ---------------------- | --------- |
| 1998 | Ringmaster                                | Additional voices      |           |
| 2002 | Slackers                                  | Bruna                  |           |
| 2003 | Dickie Roberts: Former Child Star         | Sad Eye Sadie          |           |
| 2007 | Fracture                                  | Evidence Room Cop      |           |
| 2007 | Sex and Death 101                         | Ethel                  |           |
| 2008 | First Sunday                              | Roberta                |           |
| 2014 | Sex Ed                                    | Sydney                 |           |
| 2015 | Alvin and the Chipmunks: The Road Chip    | Party Planner          |           |
| 2016 | Other People                              | Nina                   |           |
| 2016 | Operator                                  | Pauline 'Roger' Rogers |           |
| 2016 | Middle School: The Worst Years of My Life | Ida Stricker           |           |
| 2017 | Band Aid                                  | Carol                  |           |
| 2017 | To the Bone                               | Lobo                   |           |
| 2017 | Bastards                                  | Annie                  | Completed |

### Na televisão
| Year         | Title                             | Role                 | Notes                                                   |
| ------------ | --------------------------------- | -------------------- | ------------------------------------------------------- |
| 2004         | $5.15/Hr                          | Joy                  | HBO                                                     |
| 2005         | Freddie                           | Joan                 | Episode: "Rich Man, Poor Girl"                          |
| 2006         | Rodney                            | Tanya Evans          | Episode: "When Rodney Comes Marching Home"              |
| 2008         | It's Always Sunny in Philadelphia | Hardware Store Clerk | Episode: "The Gang Gets Extreme: Home Makeover Edition" |
| 2009–15      | Parks and Recreation              | Donna Meagle         | 120 episodes                                            |
| 2009         | Jimmy Kimmel Live!                | Heckler              | Episode: "#7.46"                                        |
| 2014         | Kroll Show                        | TSA #1               | Episode: "Krolling Around with Nick Klown"              |
| 2014         | Drunk History                     | Sylvia Robinson      | Episode: "American Music"                               |
| 2014         | Key & Peele                       | The Woman            | Episode: "Sex Addict Wendell"                           |
| 2015–present | Girlfriends' Guide to Divorce     | Barbara              | 15 episódios                                            |
| 2015         | Kroll Show                        | Lara                 | Episódio: "Body Bouncers"                               |
| 2018-2021    | Good Girls                        | Ruby                 | Elenco Regular                                          |